# Habibou Allélé
Habibou Allélé (* 1938 in Niamey; † 9./10. Dezember 2016 in Tunis) war ein nigrischer Politiker und Diplomat.

## Leben
Habibou Allélé gehörte der Volksgruppe der Tuareg an. Er machte eine Lehrerausbildung und arbeitete von 1957 bis 1969 als Schuldirektor. Allélé wurde 1969 Kabinettschef von Gesundheitsminister Issa Ibrahim. Er wechselte bald in den diplomatischen Dienst und wirkte als Botschafter Nigers in verschiedenen afrikanischen Staaten: von 1971 bis 1974 in der Elfenbeinküste, von 1974 bis 1980 in Ghana und von 1980 bis 1982 in Senegal.
Nach seiner Rückkehr war er von 1982 bis 1983 als Bürgermeister der Hauptstadt Niamey tätig. Danach holte ihn Staatschef Seyni Kountché in seine Regierung. Habibou Allélé wirkte ab 24. Januar 1983 als Justizminister in der Nachfolge von Mahamadou Halilou Sabbo. Am 23. September 1985 wurde er stattdessen Landwirtschaftsminister. Als neuer Justizminister fungierte Hadj Nadjir. Allélé übernahm am 7. September 1987 zusätzlich von Attaher Darkoye das Ressort Umwelt. Unter Ali Saïbou, Seyni Kountchés Nachfolger als Staatschef, wurde Habibou Allélé am 20. November 1987 als Nachfolger von Amadou Nouhou Minister für Bergbau und Energie. Die Ressorts Landwirtschaft und Umwelt wurden Amadou Mamadou zugeteilt. Am 15. Juli 1988 erfolgte die Ernennung von Allélé zum Minister für äußere Angelegenheiten und Kooperation in der Nachfolge von Sani Bako. Neuer Minister für Bergbau und Energie wurde Adamou Souna. Alléla schied am 19. Mai 1989 aus der Regierung aus. Minister für äußere Angelegenheiten und Kooperation wurde erneut Sani Bako.
Allélé gehörte 1989 zu den Gründungsmitgliedern der damaligen Einheitspartei MNSD-Nassara. Bei den Parlamentswahlen von 1989 wurde er als MNSD-Nassara-Abgeordneter im Wahlkreis Tchirozérine in die Nationalversammlung gewählt, die 1991 aufgelöst wurde. Nach der Einführung des Mehrparteiensystems erfolgte bei den Parlamentswahlen von 1993 und 1995 seine Wiederwahl als MNSD-Nassara-Abgeordneter. Er gehörte dem Parlament bis 1996 an.
In späteren Jahren arbeitete Allélé als Präsident des Verwaltungsrats des nigrischen Uranbergbau-Unternehmens Compagnie Minière d’Akouta. Für den MNSD-Nassara war er bis zu seinem Tod Parteisekretär für äußere Angelegenheiten und Mitglied des Weisenrats der Partei. Habibou Elhadj Allélé starb 2016 in Tunis, wo er sich zur ärztlichen Behandlung aufhielt.